# Saison 2 de Ben 10: Omniverse
Chronologie
Saison 1 Saison 3
Cet article présente la deuxième saison de la série télévisée d'animation américaine Ben 10: Omniverse.
Les épisodes sont classés dans l'ordre français.

## DVD
| Intitulé                        | Zone 1/A (États-Unis) |
| ------------------------------- | --------------------- |
| Ben 10: Omniverse - Heroes Rise | 9 juillet 2013        |